# IV. třída okresu Trutnov 2005/2006
V utkáních IV. třídy okresu Trutnov 2005/2006, jedné ze skupin 10. nejvyšší fotbalové soutěže v Česku, se utkalo 15 týmů dvoukolovým systémem podzim – jaro. Tento ročník začal v srpnu 2005 a skončil v červnu 2006.
Postup do III. třídy okresu Trutnov 2006/2007 si zajistily první čtyři týmy SK Sparta Úpice „B“, TJ Sokol Bílá Třemešná „B“, TJ Sokol Starý Rokytník a TJ FC Lánov „B“. Nesestoupil nikdo, IV. třída byla nejnižší fotbalovou soutěží okresu. Tým TJ Jiskra Kuks v dalším ročníku nestartoval.

## Konečná tabulka IV. třídy okresu Trutnov 2005/2006
| Poř. | Tým                              | Z  | V  | R  | P  | VG | OG  | B  |
| ---- | -------------------------------- | -- | -- | -- | -- | -- | --- | -- |
| 1.   | SK Sparta Úpice „B“              | 28 | 19 | 4  | 5  | 98 | 41  | 61 |
| 2.   | TJ Sokol Bílá Třemešná „B“       | 28 | 18 | 4  | 6  | 85 | 35  | 58 |
| 3.   | TJ Sokol Starý Rokytník          | 28 | 17 | 5  | 6  | 76 | 25  | 56 |
| 4.   | TJ FC Lánov „B“                  | 28 | 16 | 5  | 7  | 83 | 56  | 53 |
| 5.   | Jiskra Bernartice                | 28 | 14 | 7  | 7  | 61 | 45  | 49 |
| 6.   | FC Libotov                       | 28 | 13 | 8  | 7  | 66 | 49  | 47 |
| 7.   | FK Baník Radvanice v Čechách (N) | 28 | 14 | 4  | 10 | 62 | 36  | 46 |
| 8.   | FK Chvaleč                       | 28 | 10 | 5  | 13 | 56 | 75  | 35 |
| 9.   | TJ Spartak Pilníkov „B“          | 28 | 9  | 7  | 12 | 63 | 64  | 34 |
| 10.  | SK Janské Lázně „B“ (N)          | 28 | 8  | 10 | 10 | 50 | 56  | 34 |
| 11.  | Sokol Dolní Branná (N)           | 28 | 9  | 3  | 16 | 49 | 71  | 30 |
| 12.  | TJ Jiskra Kuks                   | 28 | 7  | 6  | 15 | 46 | 82  | 27 |
| 13.  | TJ Jiskra Lampertice             | 28 | 7  | 5  | 16 | 40 | 79  | 26 |
| 14.  | TJ Sokol Chotěvice               | 28 | 8  | 4  | 19 | 51 | 99  | 19 |
| 15.  | TJ Jiskra Borovnice (S)          | 28 | 4  | 3  | 21 | 37 | 110 | 15 |

Poznámky:
- Z = Odehrané zápasy; V = Vítězství; R = Remízy; P = Prohry; VG = Vstřelené góly; OG = Obdržené góly; B = Body; (S) = Mužstvo sestoupivší z vyšší soutěže

|  | Postup do III. třídy okresu Trutnov 2006/2007 |